# アンメジャラブル
『アンメジャラブル』は、オレンジスパイニクラブが2021年10月20日にワーナーミュージック・ジャパンからリリースした1作目のオリジナル・アルバムである。

## 内容
前作『非日常』から約11ヶ月ぶり、オリジナル・アルバムとしては『under20』から約4年ぶりのアルバム。今作がメジャーデビュー作品であり、全収録曲が新曲である。通常盤と初回限定盤の2形態でリリースされ、初回限定盤には2021年に行ったワンマンツアー「パイン vol.10」の映像が収録されている。当バンドが映像作品をリリースするのは今作が初めて。

## 収録曲
1. ガマズミ [4:55]
作詞・作曲：スズキナオト
編曲：オレンジスパイニクラブ
  - 2021年9月1日に先行配信された。
  - 歌詞は「クズ気味の男」の目線で書かれている[2]。
2. 退屈かも知れない [2:40]
作詞・作曲：スズキナオト
編曲：オレンジスパイニクラブ
3. ハクビシンのユメ [1:42]
作詞・作曲：スズキナオト
編曲：オレンジスパイニクラブ
4. 日和見の暮 [3:37]
作詞・作曲：スズキユウスケ
編曲：オレンジスパイニクラブ
5. バカのしりぬぐい [3:08]
作詞・作曲：スズキユウスケ
編曲：オレンジスパイニクラブ
6. アイヘイトマイバースデー [2:51]
作詞・作曲：スズキユウスケ
編曲：オレンジスパイニクラブ
7. イヤーワーム [3:35]
作詞・作曲：スズキナオト
編曲：オレンジスパイニクラブ
8. ringo [5:21]
作詞・作曲：スズキユウスケ
編曲：オレンジスパイニクラブ
9. Worst of myself [3:34]
作詞・作曲：スズキユウスケ
編曲：オレンジスパイニクラブ
10. Cho ru ryo [3:02]
作詞・作曲：スズキナオト
編曲：オレンジスパイニクラブ
11. 睫毛 [3:03]
作詞・作曲：スズキユウスケ
編曲：オレンジスパイニクラブ
  - 2021年10月1日に先行配信された。
12. 理由 [2:30]
作詞・作曲：スズキナオト
編曲：オレンジスパイニクラブ

### 初回限定盤DVD
1. みょーじ
2. 駅、南口にて
3. パープリン
4. 急ショック死寸前
5. 37.5℃
6. 眠気
7. コーヒーとコート
8. タルパ
9. キンモクセイ
10. モザイク
11. 東京の空
12. スリーカウント
13. ドロップ
14. リンス
15. たられば
16. 敏感少女
17. イージーゴーイング

## メディア披露
| 出演日 | 出演日  | 番組名                                                   | 放送局             | 演奏曲 |
| 年     | 月日    | 番組名                                                   | 放送局             | 演奏曲 |
| ------ | ------- | -------------------------------------------------------- | ------------------ | ------ |
| 2024年 | 1月29日 | オレンジスパイニクラブ LIVE SPECIAL -見えないものに愛を- | スペースシャワーTV | 理由   |